# العمارة السودانية الساحلية

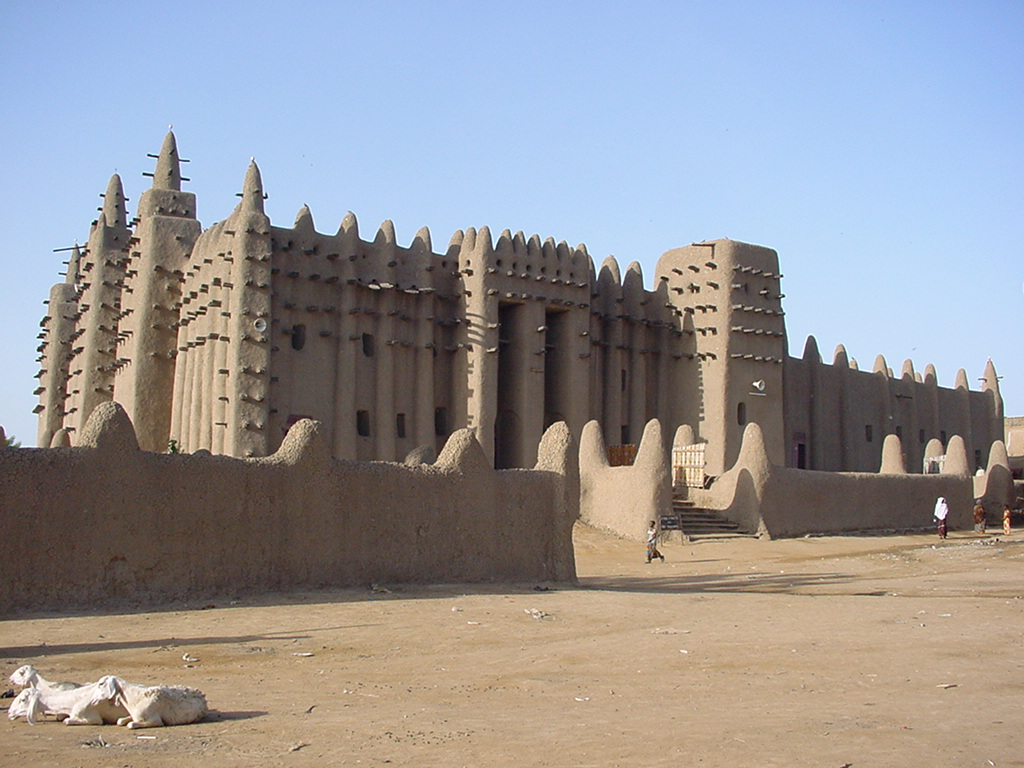
الجامع الكبير في جينيه في مالي.

تُشير العمارة السودانية الساحلية إلى مجموعة من الأنماط المعمارية الأصلية المتشابهة الشائعة بين الشعوب الأفريقية في منطقة الساحل والأراضي العشبية السودانية (الجغرافية) في غرب أفريقيا، وجنوب الصحراء، وشمال مناطق الغابات الخصبة على الساحل.
يتميز هذا الأسلوب باستخدام الطوب الطيني والجص المبني، مع عوارض خشبية كبيرة من خشب الدردار تبرز من حائط المباني الكبيرة مثل المساجد أو القصور. تعمل هذه العوارض أيضًا كسقالات لإعادة العمل، والتي تتم على فترات منتظمة، وتشرك المجتمع المحلي. من المحتمل أن أقدم الأمثلة على أسلوب السوداني الساحلي أتت من جني-جينو في عام 250 قبل الميلاد تقريبًا، حيث عُثر على أول دليل على العمارة الطينية الدائمة في المنطقة.

## الفرق بين نمطي عمارة السافانا والعمارة الساحلية
تختلف العمارة الترابية في منطقة الساحل بشكل ملحوظ عن أسلوب البناء في السافانا المجاورة. بنى المزارعون «السودانيون القدماء» في السافانا مجمعاتهم من عدة منازل مخروطية مسقوفة. كان هذا في البداية أسلوبًا للبناء الحضري مرتبطًا بمراكز التجارة والثروة، يتميز بالمباني المكعبة ذات الأسطح المدرجة التي تشكل النمط النموذجي.
تضفي هذه المباني مظهرًا مميزًا على القرى والمدن القريبة، إذ تبرز المباني الكبيرة مثل المساجد والبيوت السكنية وبيوت الشباب عن بعد. إنها معالم في منظر طبيعي مسطح يشير إلى مجتمع معقد من المزارعين والحرفيين والتجار من الطبقة العليا الدينية والسياسية.
مع توسع الممالك الساحلية جنوبًا إلى المناطق الريفية في السافانا (التي تسكنها مجموعات مماثلة ثقافيًا أو عرقيًا لتلك الموجودة في الساحل)، خُصص النمط السوداني الساحلي للمساجد والقصور ومنازل النبلاء أو سكان المدن (كما هو واضح في أسلوب الغور فولتيك)، في حين كان هناك بين عامة الناس مزيج بين أنماط سودانية ساحلية مميزة للعائلات الأكثر ثراء، وأنماط أكواخ مستديرة أفريقية قديمة للقرى الريفية والمجمعات العائلية.

## الأنماط الفرعية
يمكن تقسيم النمط المعماري السوداني الساحلي إلى أربعة أنماط فرعية أصغر، وهي تقليدية لمجموعات عرقية مختلفة في المنطقة. توضح الأمثلة المستخدمة هنا بناء المساجد والقصور، إذ يتركز النمط المعماري حول السكان المسلمين الداخليين.
تتلاقح العديد من هذه الأنماط وتنتج مباني ذات ميزات مشتركة كما هو الحال مع الشعوب. لا يقتصر أي من هذه الأنماط على حدود دولة حديثة معينة، ولكنها مرتبطة بعرق بنّائيها أو السكان المحيطين بها. على سبيل المثال، يُمكن لمجتمع مالي مهاجر في منطقة جور التقليدية أن يبني في الأسلوب المميز لوطن أجدادهم، في حين يجري بناء مباني جور المجاورة على الطراز المحلي. تتضمن هذه الأنماط:
- أسلوب مالي؛ من مجموعات ماندن المختلفة في جنوب ووسط مالي. يتميز بالجامع الكبير في جينيه ومسجد كاني كومبولي في مالي.
- أسلوب القلعة؛ يُستخدم في الغالب من قبل شعوب زارما في شمال نيجيريا والنيجر، والهوسا فولاني، والطوارق، والمجتمعات العربية المختلطة في أغاديس، وشعب كانوري في بحيرة تشاد، وشعب سونغهاي في شمال شرق مالي. يهتم بالجانب العسكري لبناء جدران مجمعات حامية عالية حول فناء مركزي. المئذنة هي الجسم الوحيد الذي يظهر فيه عوارض الدعم. يتميز بجامع سنكوري في تمبكتو، وقبر أسكيا في جاو مالي، ومسجد أغاديس في شمال النيجر.
- أسلوب توبالي؛ النمط المعماري المميز للهوسا هو السائد في شمال وشمال غرب نيجيريا، والنيجر، وبوركينا فاسو الشرقية، وشمال بنين، وأحياء ومقاطعات هوسا زانغو السائدة في جميع أنحاء غرب أفريقيا. يتميز باهتمامه بالتفاصيل الجصية في التصميم المجرد والاستخدام الواسع للدريئة، وعادةً يكون المبنى الواحد من طابق إلى طابقين. تُرى أمثلة عليه في الهندسة المعمارية لمسجد ياما وبلدة زندر القديمة، وحي الهوسا في أغاديس النيجر، وغيدان رمفا في كانو، ومختلف مناطق الهوسا عبر غرب أفريقيا.
- أسلوب حوض فولتا؛ من مجموعتي جور وماندن في بوركينا فاسو، وشمال غانا، وشمال ساحل العاج. الأكثر محافظة بين الأنماط الثلاثة. يتكون عادةً من فناء واحد يتميز بجدران مطلية باللونين الأبيض والأسود، وأبراج منحنية داخلية تدعم جدارًا خارجيًا، وبرج أكبر بالقرب من المركز. يتميز بمسجد لارانجا في غانا ومسجد بوبوديولاسو الكبير.